# ديك كوستولو
ريتشارد ويليام كوستولو (بالإنجليزية: Dick Costolo)‏ (ولد في 10 سبتمبر، 1963) هو رائد أعمال أمريكي. شغل منصب الرئيس التنفيذي لشركة تويتر منذ 2010 وحتى 2015، وعمل قبلها كمدير لعمليات الشركة. وقد وصل إلى منصبه خلفًا لإيفان ويليامز. وفي الحادي عشر من يونيو 2015، أُعلن عن تركه لمنصب الرئيس التنفيذي، وفي مطلع يوليو، أُعلن عن تعيين مؤسس تويتر جاك دورسي خلفًا له بشكل مؤقت.

## النشأة والتعليم
ولد كوستولو في مدينة رويال أوك في ولاية ميشيغان. في عام 1985 حصل على درجة البكالوريوس في علوم الحاسوب والاتصالات من جامعة ميشيغان. وخلال السنة الأخيرة من الدراسة، شارك كوستولو في الأنشطة المسرحية وأخذ محاضرات في المسرح ليكمل المتطلبات اللازمة للتخرج.

## المسيرة العملية
بعد التخرج، قرر كوستولو أن يرفض عروضًا من شركات تقنية وفضَّل الذهاب إلى شيكاغو للعمل في الكوميديا الارتجالية. وبعد فترة غير طويلة، التحق بشركة أندرسن كونسلتنج لثمان سنوات، حيث عمل كمدير للمنتجات والمجموعات التقنية. ثم أسس مع آخرين شركة Burning Door Networked Media والتي كانت تقدم خدمات تصميم لصفحات الإنترنت واستشارات في أعمال التطوير، وفيما بعد تم الاستحواذ على الشركة من قبل Digital Knowledge Assets وذلك في أكتوبر 1996. لاحقًا، ساهم في تأسيس SpyOnIt، والتي كانت تقدم خدمة متابعة ومراقبة لصفحات الإنترنت، وتم بيعها إلى شركة 724 Solutions في سبتمبر 2000.